# Beuvraignes
 Beuvraignes  es una localidad y comuna de Francia, en la región de Picardía, departamento de Somme, en el distrito de Montdidier y cantón de Roye.
Su población en el censo de 1999 era de 694 habitantes.
No está integrada en ninguna Communauté de communes.

## Demografía
| 716 | 660 | 623 | 603 | 610 | 694 |
| Para los censos de 1962 a 1999 la población legal corresponde a la población sin duplicidades (Fuente: INSEE [Consultar]) |     |     |     |     |     |